# Храфф-Рейнет
Храаф-Ре́йнет (ошибочно Храфф-Ре́йнет) (африк. Graaff-Reinet) — четвёртый по старшинству город Южно-Африканской Республики (ЮАР). Расположен на высоте 759 м над уровнем моря в Восточно-Капской провинции, на оси между городами Джордж (Восточно-Капская провинция) и Блумфонтейн (Фри-Стейт). Административный центр местного муниципалитета Бейерс-Науде в районе Какаду.

## Демография
Население городской зоны Храаф-Рейнета (центр города, жилые кварталы и тауншип Умасизаке, Umasizakhe) составляет более 32 000 жителей согласно переписи 2001 года. Большую часть населения составляют цветные (64 %), далее идут чёрные (25 %) и белое меньшинство (11 %).
Основной язык населения — африкаанс (75 % жителей), затем коса (21 %) и английский (4 %).

## География
Храаф-Рейнет расположен в засушливом регионе Кару на берегу реки Сандей вблизи возвышенности Спандау-Коп, которой дал название в 1801 году немецкий солдат в память крепости Шпандау в Берлине.

## Экономика
Храаф-Рейнет — процветающий центр сельского хозяйства. Известен разведением мохеровых овец и страусов.
Город популярен среди туристов. В самом городе расположено много исторических зданий и монументов. В окрестностях расположены природный заповедник Карру и Долина запустения.

## История
Город Храаф-Рейнет основали в 1786 году буры-кочевники на равнине в пустыне Карру у подножия гор Снеуберге. Городу дали имя в честь губернатора Капской колонии Корнелиса Якоба ван де Храффа и его жены Рейне. Территория собственно города простирается от реки Оранжевая до Индийского океана.
В 1795 году жители города на короткое время провозгласили бурскую республику, управляемую «народным голосом» (африк. Volkstem). Всего через год британцы восстановили контроль над Капской колонией и расформировали республику, прежде чем её территория была ненадолго передана голландцам.
С 1804 года бургомистр шведского происхождения Андрис Стокенстром и архитектор французского происхождения Луи-Мишель Тибо стали превращать город в «жемчужину пустыни Карру». К настоящему времени более 200 зданий города считаются национальным достоянием ЮАР. Одной из них является Дростдей (Drostdy), то есть резиденция представителя губернатора.
В 1836 году Геррит Мариц и Андрис Преториус, фермеры из Храаф-Рейнета, покинули город и возглавили великий трек буров на восток страны.

## Администрация
С 2000 года по 3 августа 2016 года Храаф-Рейнет являлся административным центром местного муниципалитета Камдебу (50 000 жителей) вместе с соседними коммунами Абердин и Нью-Бетесда.
В ходе муниципальных выборов в марте 2006 в Камдебу победил Африканский национальный конгресс, проведя в совет 11 членов (67,27 % голосов), а от Демократического альянса в совет попало 3 человека.
В ходе муниципальных выборов 2011 года АНК получил 55 % голосов (8 мест в муниципальном совете), тогда как Демократический альянс получил 42,06 % и 6 мест.
3 августа 2016 года Храаф-Рейнет стал административным центром нового местного муниципалитета Бейерс-Науде.

## Галерея

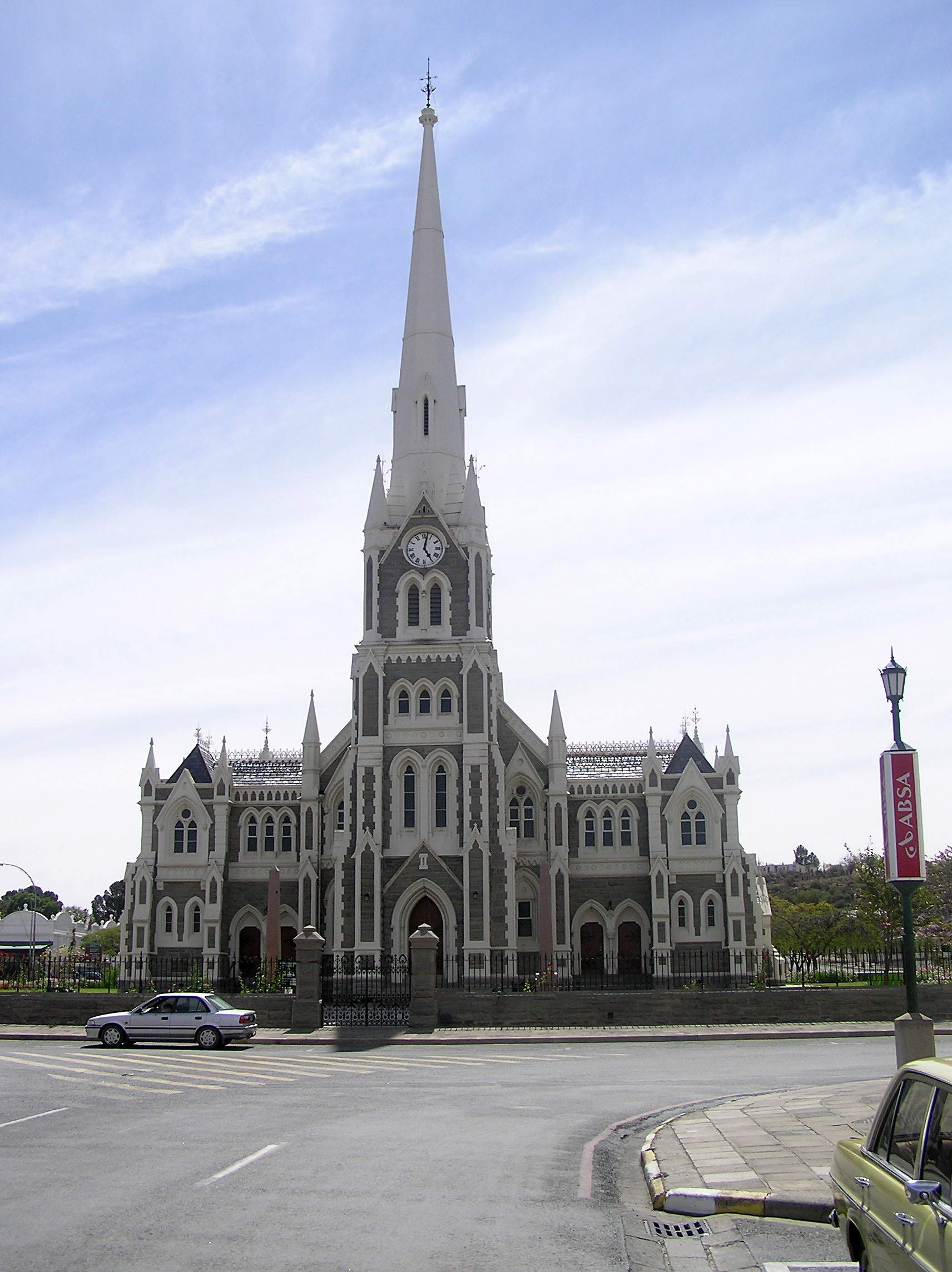
Здание Голландской реформатской церкви — «визитная карточка» города
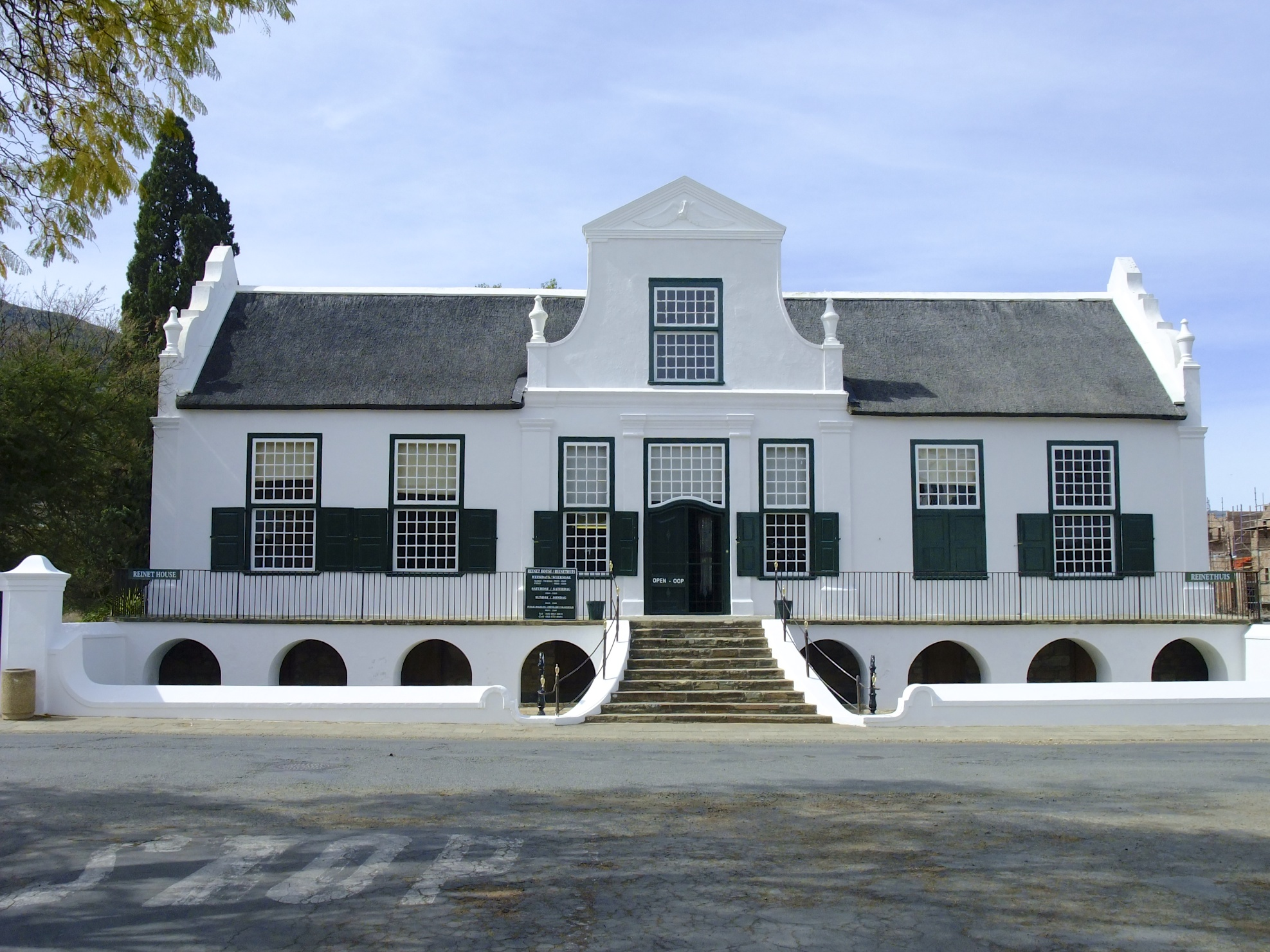
Рейнет-хаус
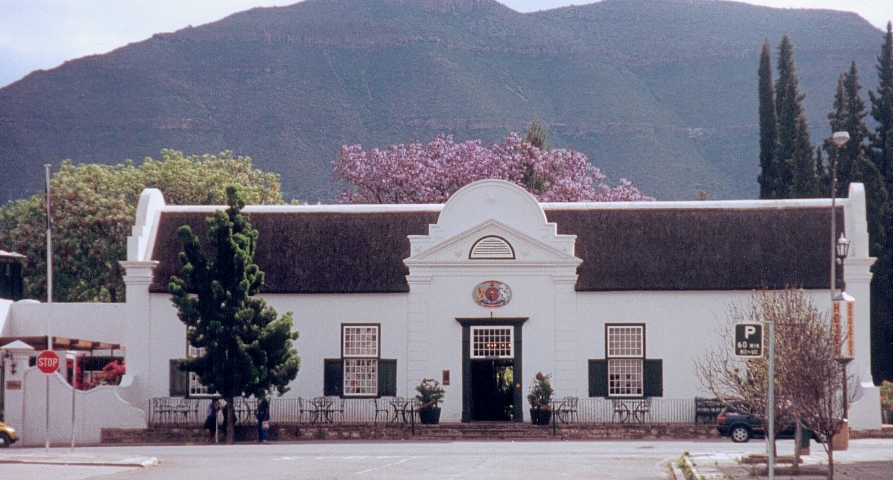
Особняк Дростдей (1804)
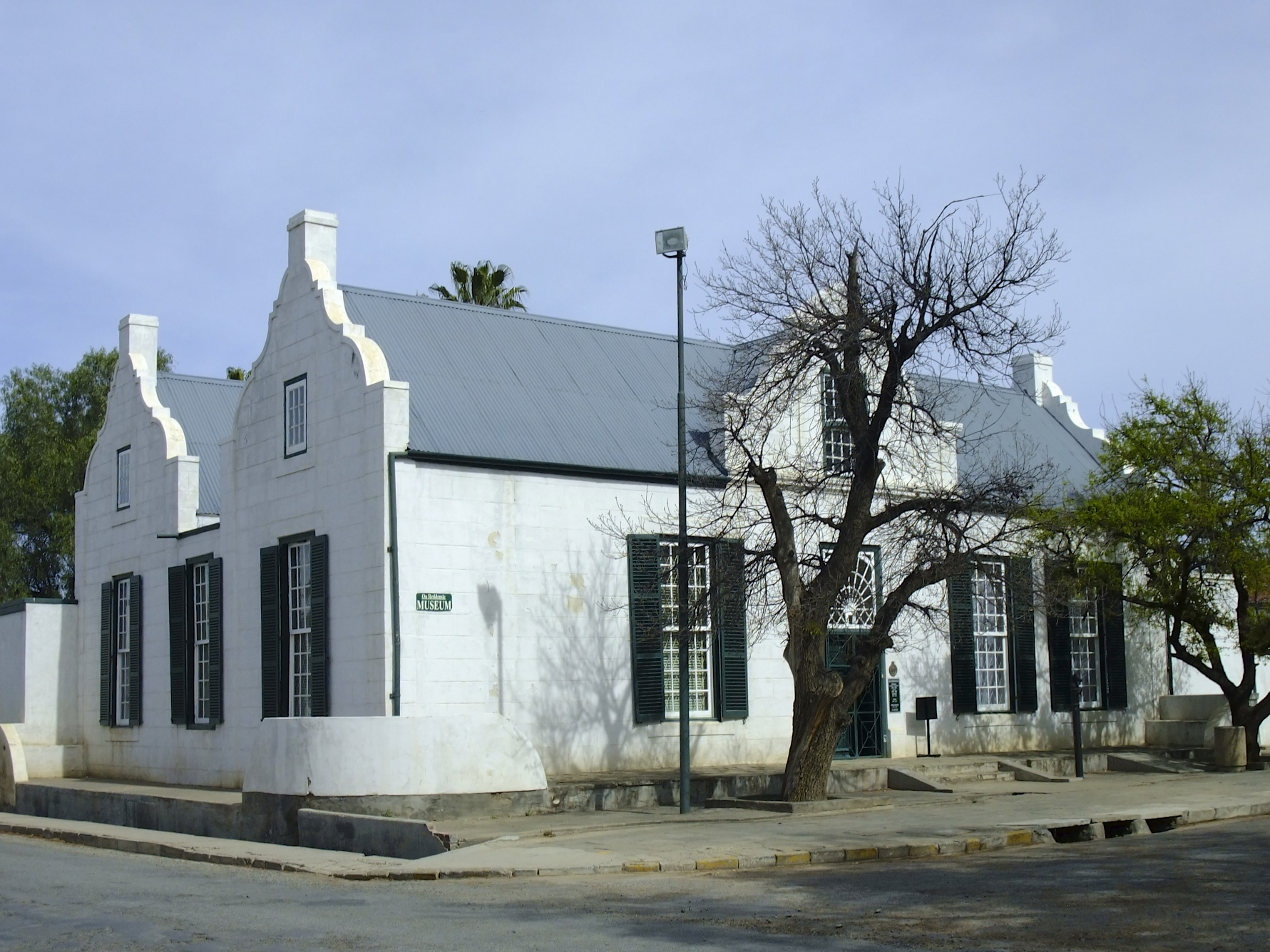
Особняк Олд-Резиденси
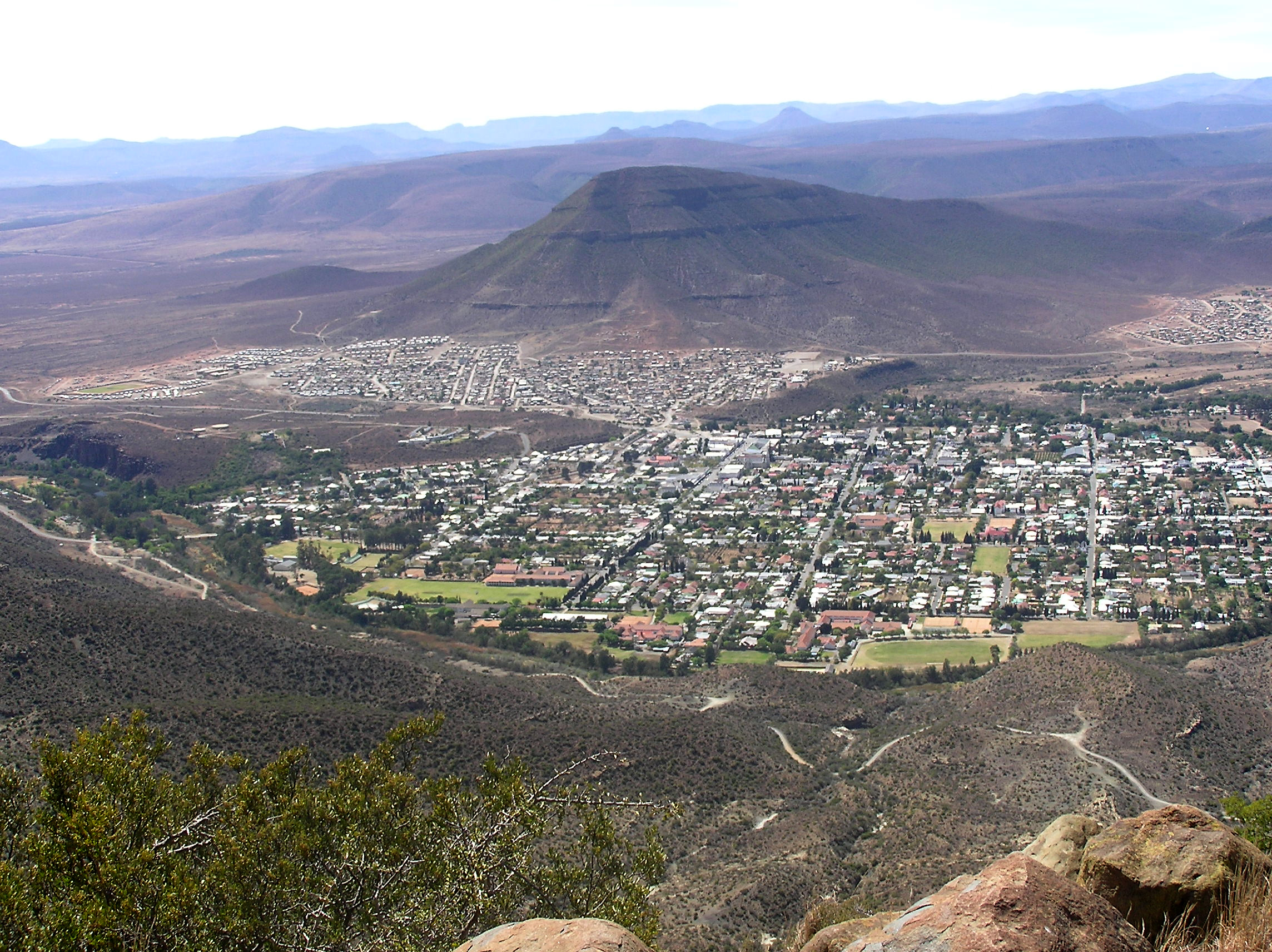
Вид из Долины запустения на город
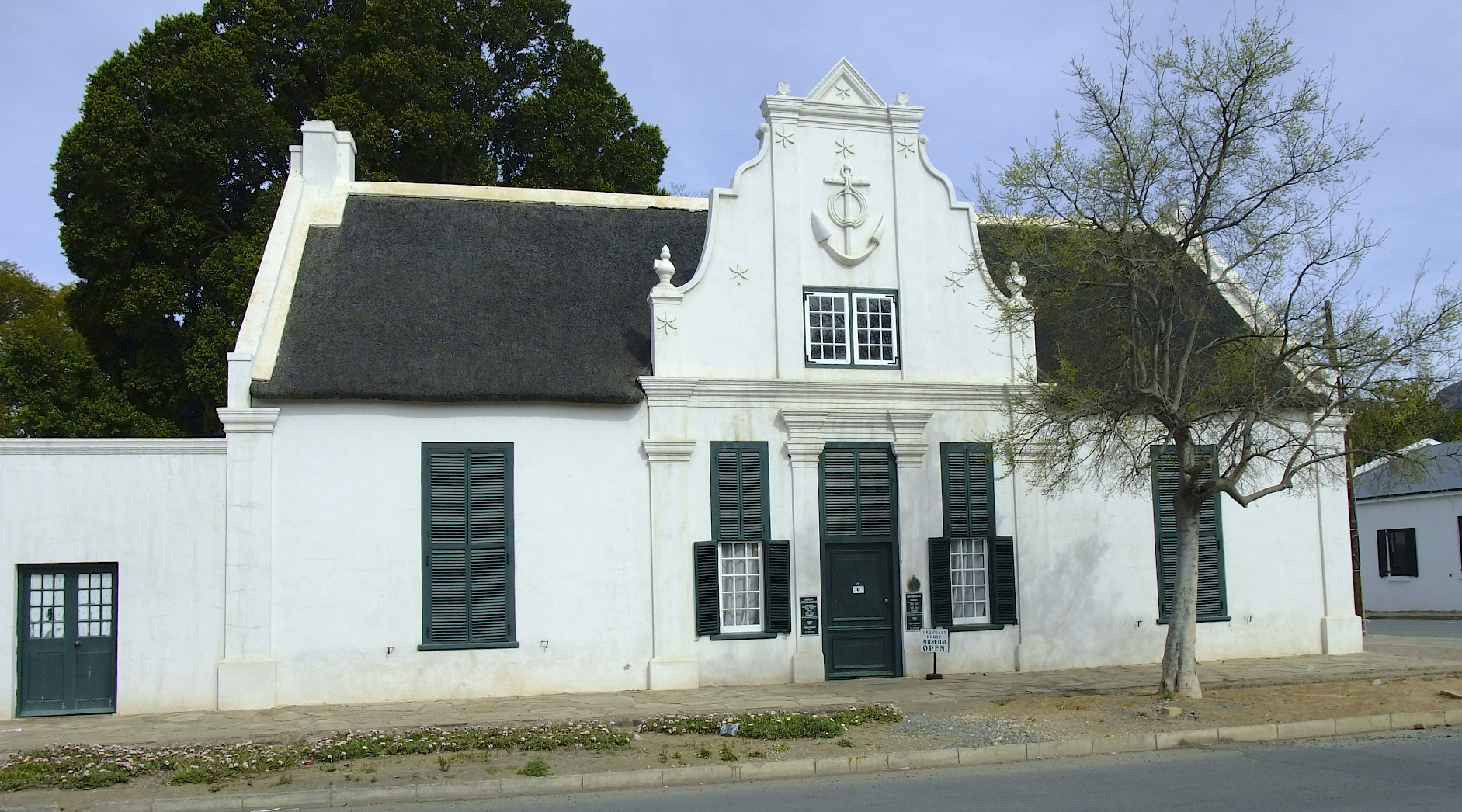
Дом Уркуарта

## Фильмография
- «Red Dust» (2004) реж. Том Хупер, в главной роли Хилари Суонк.